# Fiac
Fiac (en francès Fiac) és un municipi francès situat al departament del Tarn i a la regió d'Occitània.

## Demografia
| 1962                                       | 1968 | 1975 | 1982 | 1990 | 1999 | 2007 |
| ------------------------------------------ | ---- | ---- | ---- | ---- | ---- | ---- |
| 706                                        | 784  | 670  | 669  | 706  | 699  | 817  |
| Des de 1962: població sense dobles comptes |      |      |      |      |      |      |

## Administració
| Període   | Identitat       | Partit |
| --------- | --------------- | ------ |
| 2001-2008 | Jean-Paul Vidal |        |
| 2008-2010 | Louis Bouchet   |        |
| 2010-     | Jérôme Sarran   |        |